# Pelargonium gracillimum
Pelargonium gracillimum är en näveväxtart som beskrevs av Henry Georges Fourcade. Pelargonium gracillimum ingår i släktet pelargoner, och familjen näveväxter. Inga underarter finns listade i Catalogue of Life.